# 伏見猛彌
伏見 猛彌（伏見 猛弥、ふしみ たけや、1904年〈明治37年〉1月2日 - 1972年〈昭和47年〉3月15日）は、日本の教育学者。戦後日本の英才教育の先駆者として知られる。福島県出身。国民精神文化研究所では哲学者の小島威彦、国家学者の大串兎代夫と共に三羽烏と呼ばれた。

## 経歴
1928年、東京帝国大学文学部教育学科卒業。東京帝国大学大学院修了。
東京帝国大学助手兼日本大学講師。1936年、文部省国民精神文化研究所所員。1943年、教学錬成所錬成官。戦後公職追放。1951年、学校図書株式会社顧問。1952年、追放解除、玉川大学教授。1963年教授。玉川大学教育学科長。1965年、英才教育研究所設立、同所長。1971年、聖徳学園小学校教育顧問。1972年、玉川大学退職。